# Филипс де Пюри
„Филипс де Пюри“ (на английски: Phillips De Pury) е сред най-известните в света аукционни къщи, с офиси в Лондон, Ню Йорк, Женева, Берлин, Брюксел, Лос Анджелис, Милано, Мюнхен, Париж и Москва.
Провежда аукциони в Ню Йорк, Лондон и Женева на произведения на съвременното изкуство, фотографии, дизайнерски творби и ювелирни изделия.

## История
През 1796 г. Хари Филипс напуска аукционната къща Кристис и основава собствена аукционна къща „Филипс“, която в продължение на две столетия остава собственост на семейството.
През 1970-те години „Филипс“ излиза на международната търговска сцена, като заема трето място по продажби след Сотбис и Кристис. В края на 1990-те години „Филипс“ има свои филиали в Женева, Ню Йорк, Цюрих и Сидни. През 1999 г. компанията става собственост на френския милиардер Бернар Арно.
През януари 2001 г. е обявено сливането на „Филипс“ с швейцарската аукционна фирма „Симон де Пюри и Люксембург“. През 2008 г. контролният пакет акции на „Филипс де Пюри“ е закупен за 60 милиона долара от руската компания "Mercury Group", специализирана в прадажбата на луксозни стоки.